# ゲンティン鉄道事故

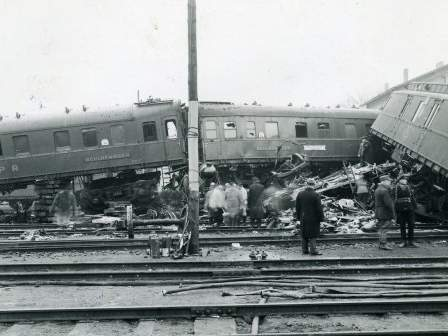
ゲンティンの事故現場

ゲンティン鉄道事故（ゲンティンてつどうじこ）とは、1939年12月22日にドイツザクセン＝アンハルト州イェリヒョウアー・ラント郡のゲンティン駅構内で発生した鉄道事故である。ポツダム駅発ノインキルヒェン行きD180列車がポツダム駅発ケルン中央駅行きD10列車に衝突し、おそらく278人が死亡し453人が負傷した。現在もドイツの鉄道史上最悪の事故である。

## 事故の経過

### 出発
12月22日23時15分（ベルリン時間）、クリスマス前のため輸送機関が混雑する中、ケルン行き急行列車のD10列車（荷物車に乗っていた35人が死亡）はほぼ満員の乗客を乗せて定刻通りポツダム駅を発車した。しかし戦時中の灯火管制により乗降に時間がかかり、発車後すぐに遅れが発生した。ポツダム中央駅ではすでに5分遅れており、ブランデンブルクでは12分遅れていた。

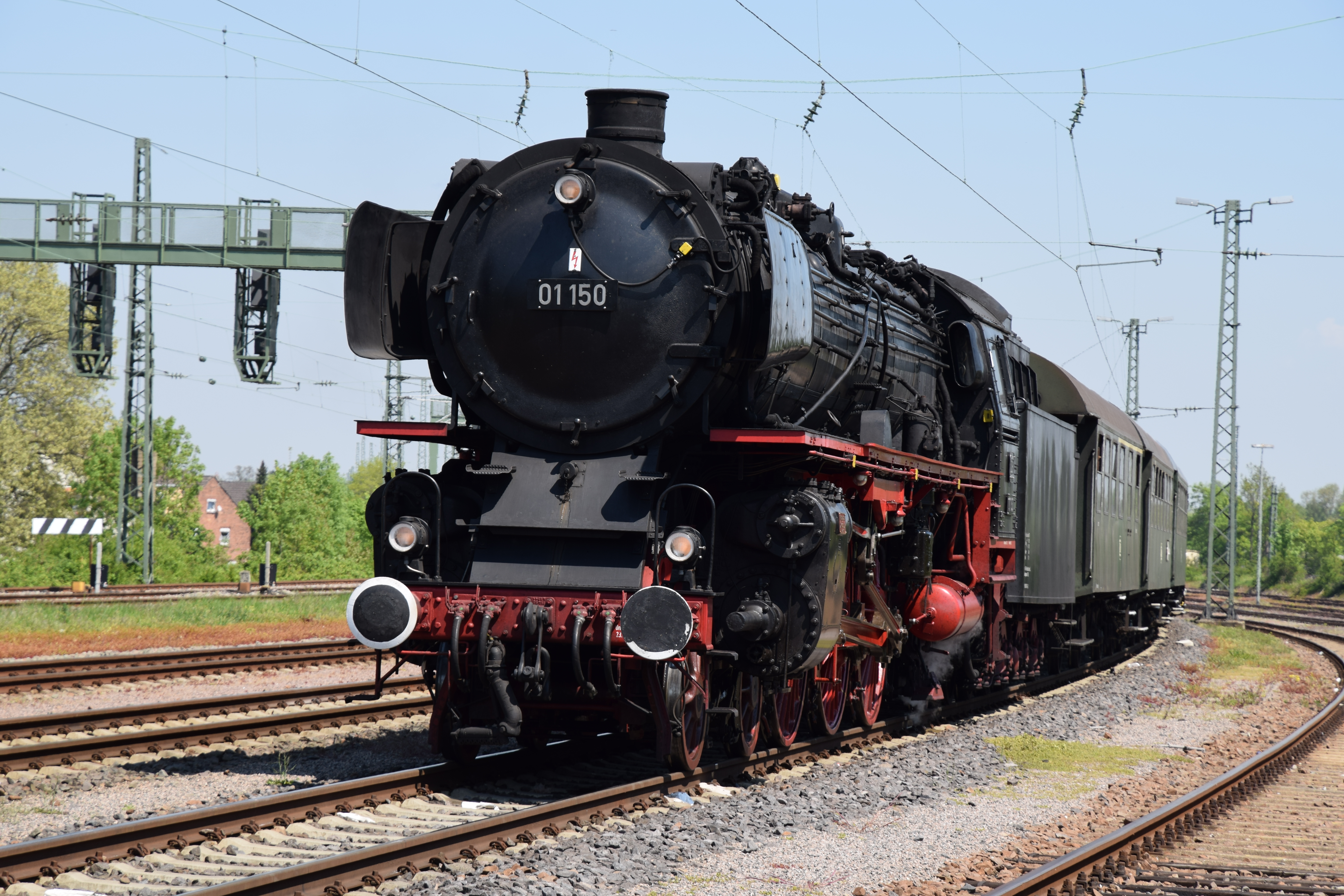
D180列車を牽引していた01形蒸気機関車

23時45分（ベルリン時間）、後続のD180列車（ポツダム駅発ノインキルヒェン中央駅行き）が発車した。D180列車はポツダムで再び停車し、マクデブルク中央駅までノンストップの予定であった。
前述のようにD10列車の運行に遅れが発生していたため、D10列車とD180列車の車間距離は次第に減少していった。ゲンティンへ走るころには、列車の間隔は1閉塞距離しかなかった。

### 事故発生
D180列車は、ゲンティン駅までの道中で最後の閉塞扱所であるベリッケ (Belicke) 閉塞扱所に進入した。先行するD10列車への追突を避けるため、閉塞信号機はD180列車に対して停止現示を表示したが、D180列車はこれを無視して通過した。なぜ通過したのかはっきりとしていないが、考えられる原因として、夜間に霧が立ち込めており視界が悪かったこと、一酸化炭素中毒（気象条件により機関車のばい煙が運転室に充満することがあった）、機関車の乗務員の不注意などが挙げられる。ベリッケ閉塞扱所はすぐにゲンティン駅に異状を報告した。
ゲンティン駅に到達したD180列車は、駅の入り口で、場内信号機と、出発信号機を予告する信号機 (Einfahr- und Ausfahrvorsignal) を確認したが、どちらとも先行するD10列車に対する現示（進行）のままだった。ゲンティン駅の駅員は赤いカンテラでD180列車を停車させようとした。しかしこの合図により、駅に進入中であったD10列車の運転士が非常ブレーキをかけて構内に停車してしまった。直後の0時55分ごろ、停車したD10列車に約100km/hでD180列車が追突した。

## 事故後

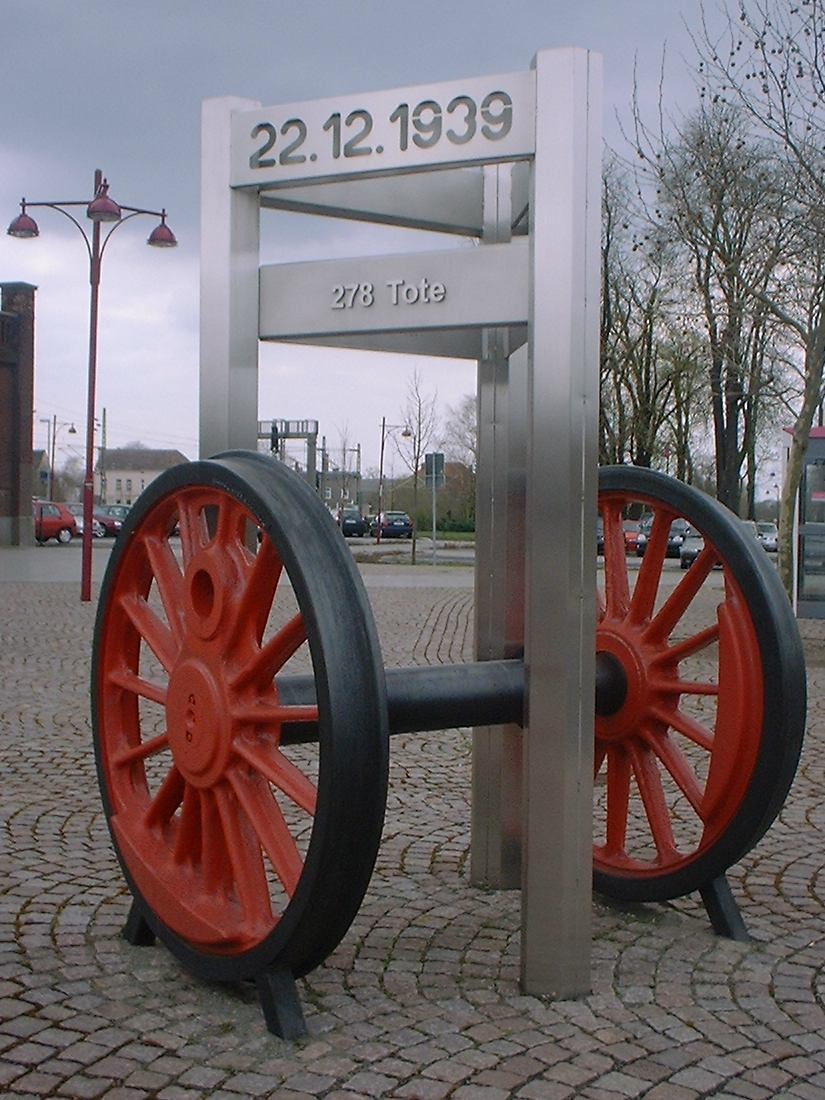
ゲンティン駅構内で発生した鉄道事故の記念碑

衝突によりD10列車の後部車両の一部は互いに食い込んだ（テレスコーピング）。後に186人が死亡し106人が負傷したと公表されたが、当時の当局内部の資料では、278人が死亡し453人が負傷したと記録されていた。
救助作業は困難であり一週間に渡って続いた。当時のドイツは、同年9月1日のポーランド侵攻（第2次世界大戦の勃発）により戦時体制に移行しており、灯火管制のため非常灯 (Notbeleuchtung) のみが点灯された。夜間に投光機 (Scheinwerfern) を使用するには特別な許可が必要であった。なお、多くの男性は戦争のために徴兵されていた。夜間に気温は-15°Cまで低下し、 多数の負傷者が凍死した。
D180列車の運転士と火夫は生存した。運転士は刑事訴訟 (Strafverfahren) で3年6カ月の自由刑を宣告された。